# Charles Thomas Bolton
Charles Thomas »Tom« Bolton, ameriški astronom, * 18. april 1943, Camp Forrest pri Tullahomi, Tennessee, ZDA. - 4. februar 2021.
Bolton je leta 1972 podal prvi zelo verjeten dokaz o obstoju zvezdnih črnih lukenj.

## Življenje in delo
Diplomiral je leta 1966 na Univerzi Illinoisa. Magisterij je končal leta 1968, doktoriral pa leta 1970 na Univerzi Michigana. Po doktoratu je delal kot raziskovalec na Observatoriju Davida Dunlapa v Richmond Hillu, Kanada, kjer je poučeval do leta 1972. Med letoma 1971 in 1972 je poučeval na Kolidžu Scarborough, med 1972 in 1973 pa na Kolidžu Erindale. Od leta 1973 je profesor na Oddelku za astronomijo Univerze v Torontu.
V letu 1970 je razvil prvi računalniški model atmosfere zvezde, ki je omogočil zanesljivo primerjavo s spektri pravih zvezd.
Leta 1971 je kot mladi raziskovalec in začasni fakultetni član na Dunlapovem observatoriju raziskoval dvozvezdja. Pri rentgenskem viru Labod X-1 (HDE 226868), odkritem leta 1964, je opazoval kolebanja, kot da bi krožil okrog nevidne, vendar masivne spremljevalke, ki je sevala močne rentgenske žarke. Neodvisno sta objavila odkritje nevidne masivne spremljevalke HDE 226868 Louise Webster in Paul Murdin, ki sta raziskovala na Kraljevem observatoriju Greenwich.
Meritve Dopplerjevega premika zvezdinega spektra so pokazale prisotnost spremljevalke in omogočile ocenitev mase iz njenih elementov tira. Na podlagi napovedane mase telesa so domnevali da gre za črno luknjo, ker največja možna nevtronska zvezda ne more preseči trikratne Sončeve mase. Po nadaljnjih opazovanjih je leta 1973 astronomska srenja priznala obstoj črne luknje Labod X-1, ki leži v ravnini krajevne Galaksije pri galaktični širini približno 3 stopinje. Labod X-1 so razvrstili v razred mikrokvazarjev.
Septembra 2007 se je Univerza v Torontu odločila da bo zaradi svetlobnega onesnaženja prodala Observatorij Davida Dunlapa, ki ima največji enozrcalni daljnogled (74 palcev (1880 mm)) v Kanadi, nekoč drugi največji reflektor na svetu, za današnje razmere pa je majhen. Bolton in prirodoslovci iz Richmond Hilla so zahtevali da Observatorij in 190 akrov javnih nasadov in arboretum proglasijo za naravno dediščino in ne dovolijo gradnje predmestnih hiš ali stanovanj.
Navkljub nerešenemu zaslišanju pred preiskovalno kimisijo za zaščito province Ontario je Univerza 2. julija 2008 objavila takojšnjo prodajo zemljišča krajevnim razvijalcem in Boltona vrgla ven.
Je član Kanadske kraljeve družbe in Mednarodne astronomske zveze.